# 昌国街道
昌国街道是中华人民共和国浙江省舟山市定海区下辖的一个街道办事处。
2013年8月29日，舟山市人民政府批复同意撤销解放街道，将解放街道区域分别划归环南街道和昌国街道管理。解放路以北区域（虎山社区、金寿社区、西山社区、西管庙社区、翁山社区等居委会和茅岭村）划归昌国街道管理；将城东街道的大西岙村、城北村、东湾村、鸭蛋岭村、义桥村划归昌国街道管理。

## 行政区划
昌国街道下辖以下村级行政区划单位：
翁山社区、西管庙社区、金寿社区、虎山社区、西山社区、茅岭村、西安社区、东管庙社区、留方社区、北园社区、合源社区、香园社区、开源社区、文昌社区、东湾村、鸭蛋岭村、义桥村、城北村和大西岙村。
| 序号 | 社区       | 面积 (km²) | 人口 (人) |
| ---- | ---------- | ---------- | --------- |
| 1    | 东管庙社区 | 0.18       | 3320      |
| 2    | 西安社区   | 0.55       | 4190      |
| 3    | 留方社区   | 0.72       | 5215      |
| 4    | 北园社区   | 0.52       | 5243      |
| 5    | 香园社区   | 0.3        | 4412      |
| 6    | 开源社区   | 0.3        | 3396      |
| 7    | 合源社区   | 0.85       | 3550      |